# Ruokojärvi, Pajala kommun
Ruokojärvi är en sjö i norra Tornedalen i Pajala kommun i Norrbotten som ingår i Kalixälvens huvudavrinningsområde. Sjön har en area på 1,7 kvadratkilometer och ligger 220 meter över havet. Sjön avvattnas av vattendraget Ruokojoki.
Byn Saittarova ligger vid sjön. Mellan Ruokojärvi och Saittajärvi rinner en bäck. Saittajärvi har i sin tur förbindelse med Tärendö älv.

## Delavrinningsområde
Ruokojärvi ingår i delavrinningsområde (748522-177491) som SMHI kallar för Utloppet av Ruokojärvi. Medelhöjden är 248 meter över havet och ytan är 9,29 kvadratkilometer. Det finns inga avrinningsområden uppströms utan avrinningsområdet är högsta punkten. Ruokojoki som avvattnar avrinningsområdet har biflödesordning 5, vilket innebär att vattnet flödar genom totalt 5 vattendrag innan det når havet efter 235 kilometer. Avrinningsområdet består mestadels av skog (72 procent). Avrinningsområdet har 1,8 kvadratkilometer vattenytor vilket ger det en sjöprocent på 19,3 procent.